# Fernando María Guerrero
Fernando María Guerrero Ramírez (Manila, 30 de mayo de 1873-12 de junio de 1929), fue un abogado, político, profesor y uno de los más importantes escritores filipinos de lengua española, testigo de la época dorada de la literatura española en Filipinas. Fue llamado el «Príncipe de la poesía lírica filipina». 
También fue político y abogado, ejerciendo cargos políticos como concejal del Ayuntamiento de Manila, secretario del Senado y secretario de la Comisión para la Independencia de las Filipinas.

## Biografía
Era hijo de Clemencia Ramírez y Lorenzo Guerrero, pintor y profesor de arte.
Fue profesor de derecho natural, criminología y oratoria forense en la Escuela de Derecho 'La Jurisprudencia' de Manila. Como todos los escritores filipinos en lengua española, exhibió una ideología prohispánica, opuesta por tanto a la ocupación norteamericana de las islas, como puede observarse en el poema siguiente:

A Hispania

Oh, noble Hispania! Este día
es para ti mi canción,
canción que viene de lejos
como eco de antiguo amor,
temblorosa, palpitante
y olorosa a tradición
para abrir sus alas cándidas
bajo el oro de aquel sol
que nos metiste en el alma
con el fuego de tu voz
y a cuya lumbre, montando,
clavileños de ilusión,
mi raza adoró la gloria
del bello idioma español,
que parlan aún los Quijotes
de esta malaya región,
donde quieren nuevos Sanchos,
que parlemos en sajón.

Colaborador de La Independencia —órgano de los independentistas filipinos—, más adelante ejercería como director de los diarios El Renacimiento, La Vanguardia —del cual fue su primer director— y La Opinión, cuando la prensa en español competía angustiosamente con la emergente y poderosa industria periodística en inglés. También trabajó por un tiempo para el diario La Independencia fundado por el patriota ilocano Antonio Luna poco antes de la guerra filipino-estadounidense.
Sus libros de versos Crisálidas y Aves y Flores son de tendencia modernista.
Su tipo de versificación se ve en esta décima, fragmento de su poema Mi patria: 

Mi patria

Filipinas es un nido
formado de hermosas flores;
es un idilio de amores
sobre un mar embravecido.
Es el delirio querido
que mi cerebro obsesiona;
es la impávida matrona
que, heredera de titanes,
tiene por solio volcanes
y centellas por corona.

## Obra
- 1913. A Hispania
- 1914. Crisálidas[4]
- 1920. Aves y flores

## La saga hispánica de los Guerrero
También sus hijas Evangelina y Nilda Guerrero Barranco figuran como escritoras en el ciclo literario hispanofilipino.  A su vez Majela Barranco, hija de la citada Nilda, fue popular profesora de español.
Su sobrino Wilfredo Mª Guerrero escribió diversas obras de teatro, tanto en español como en inglés. Otro sobrino, León María Guerrero III, también consta como escritor filipino de lengua española.